# 游明仁
游明仁是台灣廣告界人物。他曾在設計公司上班，1993年進入廣告業，1993年至1997年間在麥肯廣告任職。2019年出任旭通DK大中华区首席创意长。

## 外部連結
- 達彼思執行創意總監游明仁　獲頒傑出廣告創意人獎
- 達彼斯廣告ECD游明仁坎城創意節心得分享 （页面存档备份，存于）
- 【人物】天生矛盾的雙子座！廣告人游明仁為何轉投ADK？ （页面存档备份，存于）